# H6 – Tagebuch eines Serienkillers
H6 – Tagebuch eines Serienkillers ist ein spanischer Horrorfilm von Regisseur Martin Garrido Baron aus dem Jahr 2005. In Deutschland erschien der Film im Jahr 2007.

## Handlung
Nach dem Mord an seiner Freundin sitzt Antonio eine Freiheitsstrafe von 25 Jahren ab. Während der Zeit im Gefängnis denkt er sich einen grausamen Plan aus: Er will einer der berühmtesten Serienkiller der Welt werden. In dem heruntergekommenen Hotel, das er von seiner Tante geerbt hat, sieht er die perfekte Möglichkeit, seinen Plan auszuführen. Er zieht mit seiner neuen Frau in das alte Hotel im Rotlichtviertel der Stadt ein. In Zimmer Nummer Sechs bereitet er alles für die grauenvollen Taten vor, so dichtet er unter anderem die Wände schalldicht ab. Nachdem er zunächst einen jungen Obdachlosen vergiftet und dessen Leiche mit der Kettensäge zerlegt hat, lockt er immer wieder Prostituierte in sein Hotel, die er dann in Zimmer Nummer Sechs fesselt und mehrere Wochen quält, bevor er sie umbringt und zerlegt. Seine Frau merkt von dem ganzen Treiben nichts, da sie nachts als Krankenschwester arbeitet und auch tagsüber die Räume nicht betritt. Schließlich kommt die Polizei auf Antonios Spur. Er wird erneut verhaftet und in die Psychiatrie eingeliefert, während seine Frau die Scheidung einreicht und das Hotel verkauft. Als Antonio wieder freikommt, erhält er seinen Anteil am Verkaufspreis des Hotels und hat sein Ziel, als Massenmörder berühmt zu werden, erreicht.

## Kritiken
„„H6“ wird für lange Gesichter sorgen. Wer einen substanziellen Beitrag zur Serienkillerthematik erwartet, wird im wesentlichen nur auf das Wiederaufwärmen alter Klischees und bekannter Motive treffen.“